# 関根愛子
関根 愛子（せきね あいこ、1958年5月13日）は、日本の公認会計士。女性初の日本公認会計士協会会長。東京都出身。

## 人物
東京都文京区生まれ。東京都立青山高等学校を経て、早稲田大学理工学部数学科を卒業。外資系銀行を経て、1985年青山監査法人（現PwCあらた有限責任監査法人）入所。1989年公認会計士登録。2001年青山監査法人代表社員、2006年PwCあらた有限監査法人パートナー。2016年退所。2007年日本公認会計士協会常務理事。2010年日本公認会計士協会副会長。2016年日本公認会計士協会初の女性会長に就任。就任会見では大企業での会計不祥事を受け公認会計士の信頼回復に取り組むとした一方で、公認会計士試験の受験者数減少や女性公認会計士の増員も目指すと語った。2019年退任。2020年6月住友理工社外監査役、IHI社外監査役、オリックス社外取締役。早稲田大学商学学術院教授（任期付）。2021年9月原子力損害賠償・廃炉等支援機構監事。2023年6月地域経済活性化支援機構社外監査役。2024年6月日本製鉄社外取締役。